# Homalium letestui
Homalium letestui är en videväxtart som beskrevs av François Pellegrin. Homalium letestui ingår i släktet Homalium och familjen videväxter. Inga underarter finns listade i Catalogue of Life.